# Iowa
Pour les articles homonymes, voir Iowa (homonymie) et Hawkeye.
L'Iowa (prononcé en français : /i.jo.wa/, en anglais : /ˈaɪ.ə.wə/) est un État du Midwest des États-Unis, parfois appelé The American Heartland (« le cœur américain »). Il est bordé par le Minnesota au nord, par le Wisconsin et l'Illinois à l'est, par le Missouri au sud et par le Nebraska et le Dakota du Sud à l'ouest. Ses frontières à l'est et l'ouest sont formées par des rivières, respectivement le Mississippi, d'une part, et le Missouri et la Big Sioux, de l'autre. Son surnom officiel est The Hawkeye State depuis 1838, soit 8 ans avant qu'il ne devienne officiellement un État au sein de l'Union. En 2023, sa population s'élève à 3 207 004 habitants.
À l'époque coloniale, l'Iowa fait partie de la Louisiane française et de la Louisiane espagnole. Son drapeau est inspiré directement de celui de la France. Après la vente de la Louisiane par Bonaparte, les colons décident de fonder l'économie de l'État sur l'agriculture, de sorte que l'Iowa devient, plus tard, une partie de la Corn Belt. Dans la seconde moitié du XXe siècle, l'économie de l'Iowa, jusqu'alors monopolisée par l'agriculture, se diversifie avec l'arrivée des industries techniquement avancées, des services financiers, de la biotechnologie et de la production d'énergies renouvelables.
L'Iowa est le 26e État le plus étendu du pays et le 31e plus peuplé. Sa capitale, qui est aussi la ville la plus peuplée de l'État, est Des Moines. L'Iowa est répertorié, en 2009, comme l'un des États les plus sûrs des États-Unis. Il est également le premier État à voter lors des primaires présidentielles avec le caucus de l'Iowa.

## Étymologie
Iowa provient de la rivière Iowa, du nom de la tribu amérindienne des Iowas (ce nom étant lui-même une déformation du dakota ayúxba), qui ne comporte aujourd'hui plus qu'un millier d'individus environ.

## Histoire

### Période précolombienne
Les premiers peuples amérindiens sont arrivés dans l'actuel Iowa il y a environ 13 000 ans. Chasseurs-cueilleurs, ils vivent alors dans un paysage de type glaciaire, caractéristique de la fin du Pléistocène. Au cours de la période archaïque (entre 8 000 et 2 000 ans avant notre ère), leur mode de vie s'est peu à peu transformé : les tribus développent l'exploitation agricole ainsi que des systèmes sociaux et politiques complexes. En s'adaptant progressivement aux conditions climatiques et écosystèmes locaux, les tribus ont fini par se sédentariser.
Il y a environ 3 000 ans, durant la période archaïque supérieure, les Amérindiens de l'Iowa ont commencé à cultiver des plantes. La période sylvicole (de 2000 avant notre ère à l'an 1000 de notre ère) a entraîné une dépendance accrue aux produits de l'agriculture. On a constaté l'augmentation de la culture du maïs vers 900, ainsi qu'une production d'objets tels que des monticules ou des céramiques.
L'arrivée des colons européens a provoqué d'importants bouleversements économiques et sociaux. Des maladies inconnues sur le continent américain ont décimé une partie des tribus et ont entraîné d'importants déplacements de population.

### XVIIeetXVIIIesiècles: premières explorations et création d'un comptoir

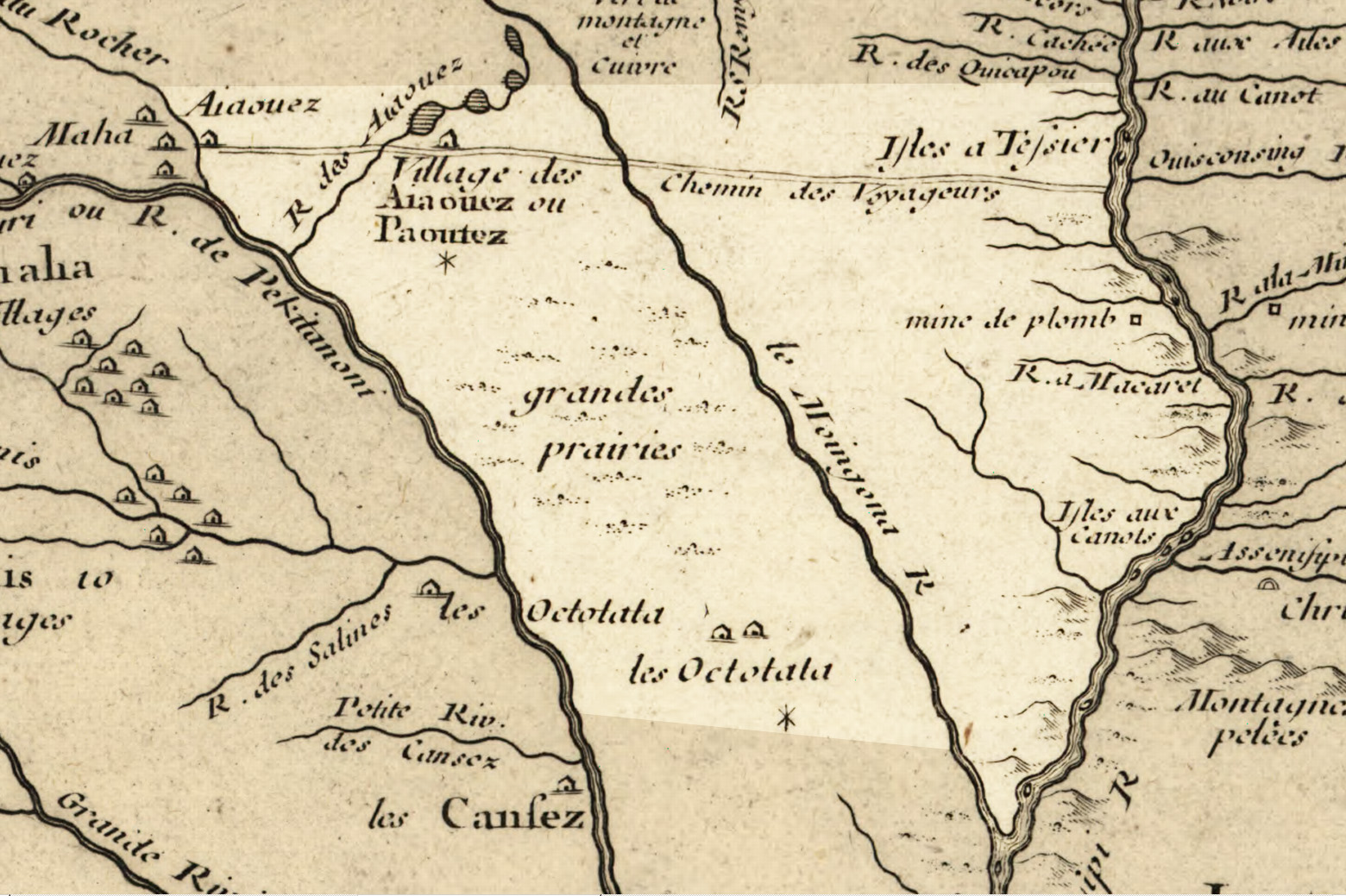
L'Iowa en 1718, avec la zone actuelle en jaune.

Les premiers Européens à parcourir le territoire sont les explorateurs français Jacques Marquette et Louis Jolliet. Ils voient la vallée du Mississippi en 1673 et notent dans leurs récits de voyages l'existence de plusieurs villages indiens dans l'actuel Iowa,. Le territoire est revendiqué par la France, qui le conserve durant un siècle. Avant sa défaite lors de la guerre de la Conquête (1754-1760), qui oppose la France et des tribus indiennes à la Grande-Bretagne, elle transfère l'Iowa à l'allié espagnol. L'Espagne prend possession du territoire et accorde des licences commerciales aux marchands français et britanniques, qui établissent des comptoirs le long du Mississippi et dans la ville de Des Moines, actuelle capitale de l'Iowa.
Ce dernier fait alors partie de la Louisiane espagnole. La région prospère grâce au commerce du plomb et à la traite de fourrures par les Indiens. Les tribus Sauks et Mesquakies semblent avoir contrôlé les flux commerciaux sur le Mississippi à la fin du XVIIIe siècle et au début du XIXe siècle. Parmi les commerçants s'étant établis dans la région se trouvent Julien Dubuque, René-Robert de La Salle et Paul Marin. En outre, au moins cinq comptoirs français et britanniques auraient été construits avant 1808 le long de la rivière Missouri.

### AuXIXesiècle

#### Durant la guerre anglo-américaine (1812-1815)

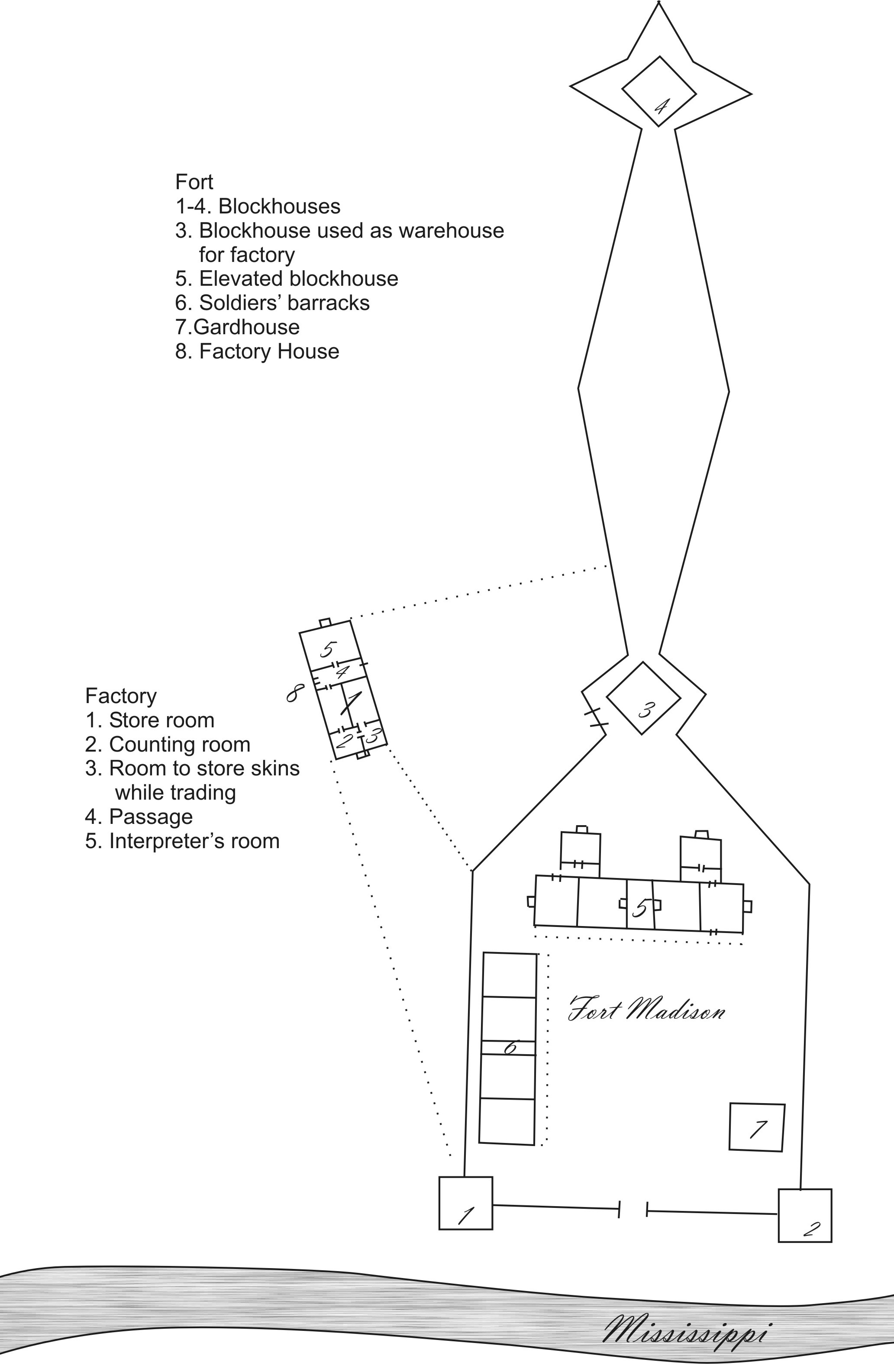
Plan de Fort Madison, 1810.

Le Fort Madison est construit en 1808 pour contrôler les flux commerciaux et achever d'établir la domination américaine dans la haute vallée du Mississippi. Il fut l'objet de nombreuses attaques par des tribus indiennes (notamment Sauks et Winnebagos), qui n'abandonnent pas leurs prétentions sur le territoire et forment des alliances de circonstance avec les Britanniques. Lors de la guerre anglo-américaine de 1812, le fort est assiégé par les Anglais et les troupes du chef Black Hawk ; il tombe en 1813,.
Après la guerre, les États-Unis ont rétabli leur contrôle sur la région par la construction de Fort Armstrong (Illinois), Fort Snelling (Minnesota), et Fort Atkinson (Nebraska).

#### Déplacement des tribus amérindiennes et guerre de Black Hawk

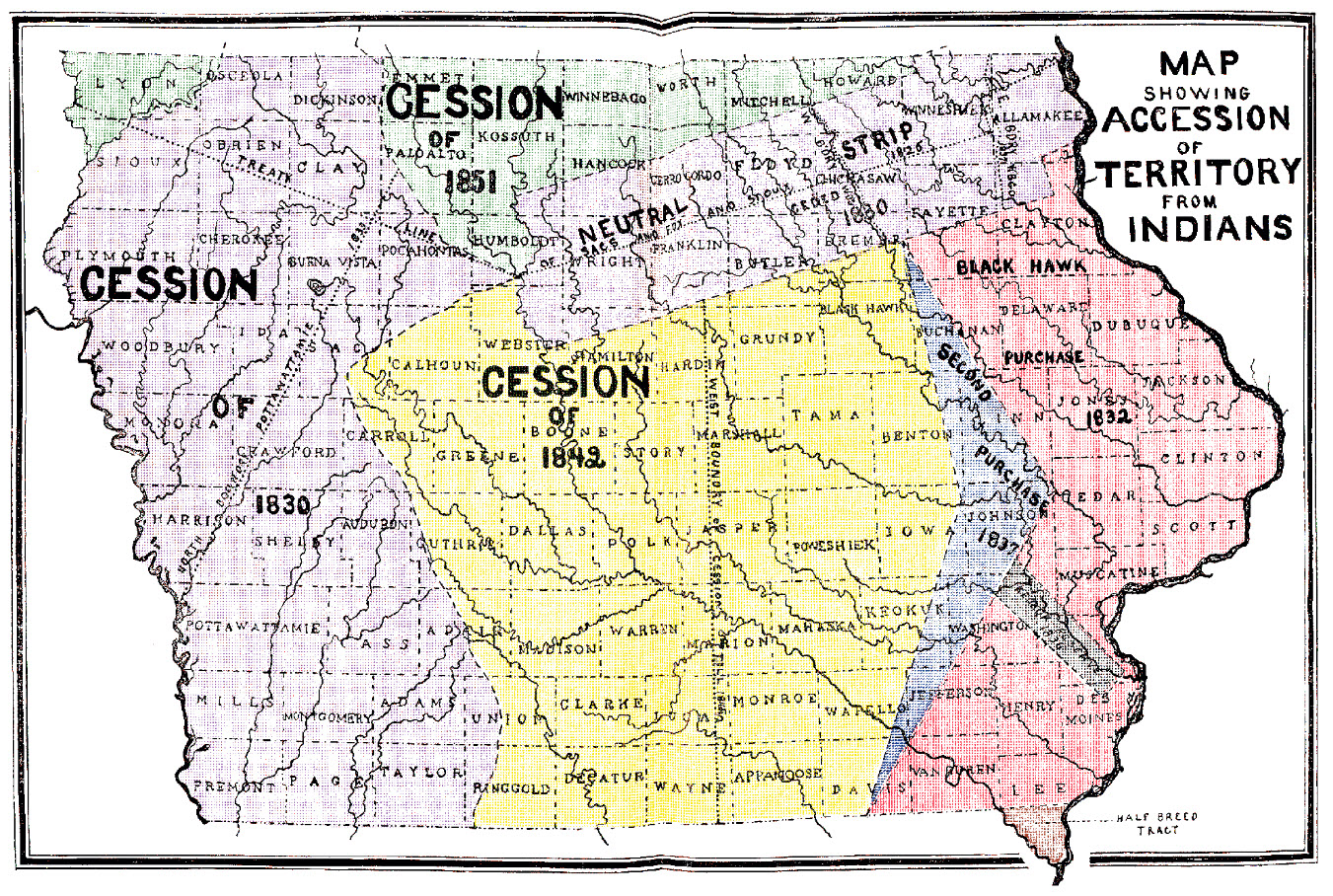
Une carte de l’Iowa de 1909 montrant les achats de territoire aux Amérindiens.

Les États-Unis ont encouragé la colonisation de la côte est du Mississippi et le déplacement des Amérindiens à l’ouest. Le commerce des fourrures et du plomb a continué, mais les maladies et les déplacements forcés ont achevé de désorganiser les systèmes économiques et culturels des tribus.
En avril 1832, des tribus traversent le Mississippi et se réinstallent sur des terres de l'Illinois dont ils avaient été chassés à la suite d'un traité de 1804, passé entre William Henry Harrison et le chef sauk Quashquame (en). S'ensuit une brève guerre de mai à août, connue sous le nom de guerre de Black Hawk. La guerre est remportée par les États-Unis, qui décident, à des fins de répression et pour préparer la colonisation future, de chasser les tribus amérindiennes de l'Iowa.
Les Sauks et Meskwaki ont ainsi été repoussés hors de la vallée du Mississippi en 1832, de la vallée de la rivière Iowa en 1843, et de l’État en 1846. Les Winnebagos ont été quant à eux été expulsés de l’Iowa en 1850, et les Dakotas à la fin des années 1850. L'ouest de l'État, autour de la ville moderne de Council Bluffs, a été utilisé comme halte par des tribus déplacées vers l'ouest, comme les Potéouatamis.
Beaucoup de Meskwaki sont retournés dans l’Iowa plusieurs décennies plus tard et se sont installés près de Tama ; le secteur non constitué en municipalité de la Colonie Meskwaki (en) en témoigne. En 1856, l’Assemblée législative de l’Iowa a adopté une loi sans précédent permettant aux Meskwaki d’acheter des terrains, les Amérindiens n’étant alors pas autorisés à le faire.

#### Débuts de la colonisation et adhésion à l'Union (1833-1860)
Les premiers colons américains sont arrivés officiellement dans l’Iowa en juin 1833, principalement originaires de l'Ohio, de Pennsylvanie, de l'État de New York, de l'Indiana, du Kentucky, et de Virginie. Le 4 juillet 1838, le Congrès des États-Unis crée le territoire de l'Iowa. Le président Martin Van Buren nomme alors Robert Lucas comme gouverneur du territoire, qui à cette époque comptait vingt-deux comtés et une population de 23 242 habitants.
Presque immédiatement après l’obtention du statut territorial, de nombreux citoyens manifestent leur intention de transformer l'Iowa en État. Le 28 décembre 1846, l'Iowa devient le 29e État de l'Union, après que le président James K. Polk a ratifié la loi d'adhésion. Une fois admis dans l'Union, après avoir résolu la question de ses frontières et acheté la quasi-totalité de son territoire aux tribus indiennes, l'Iowa organise son développement économique et social, en réalisant des campagnes destinées à attirer des colons et des investisseurs. Le jeune État, qui constitue alors une partie de la « frontière », compte de nombreuses terres fertiles et de braves citoyens, ainsi qu'une société libre et ouverte, et une administration efficace.
L'Iowa a une longue tradition de foires d'État et de comtés. Les première et deuxième foires d’État ont eu lieu dans la région la plus développée, à l'est de l'État, près de Fairfield. La première foire se tient du 25 au 27 octobre 1854, pour un coût de l’ordre de 323 $. Par la suite, la foire est déplacée au centre de l'Iowa et s'installe définitivement à Des Moines en 1886. La foire a lieu chaque année depuis lors, à l'exception de 1898, en raison de la guerre hispano-américaine et de l'Exposition internationale, qui se tient cette année-là à Omaha dans le Nebraska. Elle est également suspendue durant la Seconde Guerre mondiale, de 1942 à 1945.

#### Durant la guerre de Sécession (1861-1865)
Durant la guerre de Sécession, l'Iowa soutient l'Union et vote massivement en faveur d'Abraham Lincoln, bien qu'il existe un important mouvement d'opposition à la guerre (les copperheads) parmi les colons venus du Sud et les catholiques. L'État ne fut le théâtre d'aucun affrontement, mais la bataille d'Athens (1861), qui se déroula dans le Missouri aux abords de la rivière Des Moines, vit atterrir un boulet de canon sur le sol de l'État. La production agricole de l'Iowa a en outre grandement contribué au ravitaillement des armées et des villes de la côte est.
Samuel J. Kirkwood, le premier gouverneur de l'Iowa en temps en guerre, est l'un des principaux artisans du soutien à l'Union. Sur une population totale de 675 000 habitants, 116 000 hommes durent effectuer un service militaire. L'Iowa est l'État américain qui a fourni le plus grand nombre de soldats durant la guerre de Sécession : 75 000 volontaires rejoignent les forces armées, et un sur six est tué avant la reddition des Sudistes après la bataille d'Appomattox. La plupart ont combattu lors des grandes campagnes de la vallée du Mississippi et dans le Sud.
Les soldats de l'Iowa ont notamment participé aux batailles de Wilson’s Creek (Missouri), Pea Ridge (Arkansas), Fort Henry, Fort Donelson, Shiloh, Chattanooga, Chickamauga, Missionary Ridge, Rossville Gap, Vicksburg, luka et Corinth. Ils intégrèrent l'Armée du Potomac en Virginie sous le commandement du général de l'Union Philip Sheridan, dans la vallée de la Shenandoah. De nombreux hommes moururent et sont enterrés dans le camp d'Andersonville. En outre, ils furent de ceux qui marchèrent sur la campagne de la Red River du général Nathaniel P. Banks, échec retentissant pour les armées de l'Union. Trente-sept soldats originaires de l'Iowa ont obtenu la Medal of Honor, la plus haute distinction décernée par le gouvernement américain, créée à l'issue de la guerre.
Plusieurs généraux de brigade (brigadier general) et quatre majors généraux de l'Iowa — Grenville M. Dodge, Samuel R. Curtis, Francis J. Herron et Frederick Steele — devinrent des figures politiques locales et nationales après la guerre.

#### Développement du secteur agricole (1865-1930)

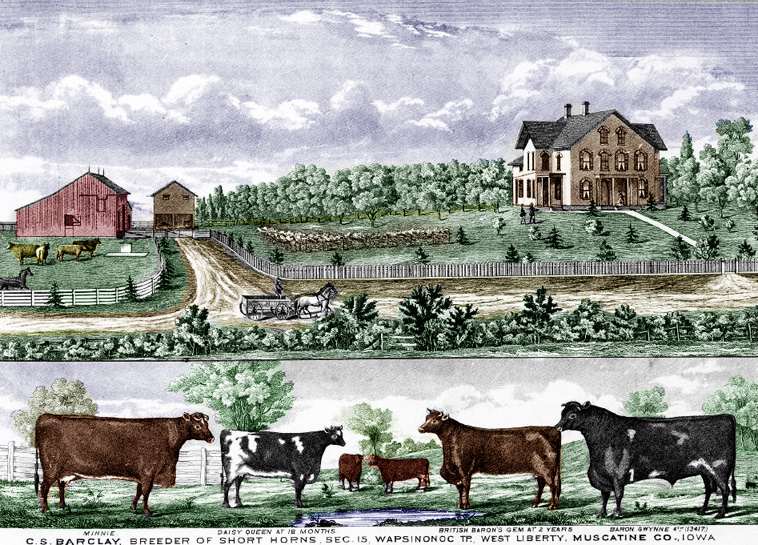
Une ferme de l’Iowa vers 1875.

À la suite de la guerre de Sécession, la population de l’Iowa a continué de croître de façon spectaculaire, passant de 674 913 habitants en 1860 à 1 194 020 en 1870. L’introduction des chemins de fer dans les années 1850 et 1860 a rapidement transformé l’Iowa en un important producteur agricole.
En 1917, avec l'entrée des États-Unis dans la Première Guerre mondiale, les agriculteurs et les autres habitants de l’Iowa ont connu la conversion de l'agriculture et de l'industrie à une économie de guerre. Depuis le début de la guerre en 1914, les agriculteurs de l’Iowa connaissent la prospérité économique. L'industrie et le commerce sont également florissants depuis les années 1870 et les premiers développements de l'industrie agroalimentaire.

### AuXXesiècle

#### Durant la Grande Dépression et la Seconde Guerre mondiale
L'économie de l'Iowa a connu une lente transition d'une économie agricole à une économie mixte. La Grande Dépression et la Seconde Guerre mondiale ont accéléré le passage d'une agriculture dominée par les fermes de petits propriétaires à de plus grandes exploitations, et ont fait débuter un processus d'urbanisation qui se poursuit encore aujourd'hui. Depuis la Seconde Guerre mondiale s'est également développée l'industrie manufacturière. Bien que l’agriculture soit encore l'industrie dominante jusqu'aux années 1980, l'Iowa produit également une grande variété de biens, y compris des réfrigérateurs, des machines à laver, des stylos, des outils agricoles et des produits alimentaires.

#### De l'après-guerre à aujourd'hui

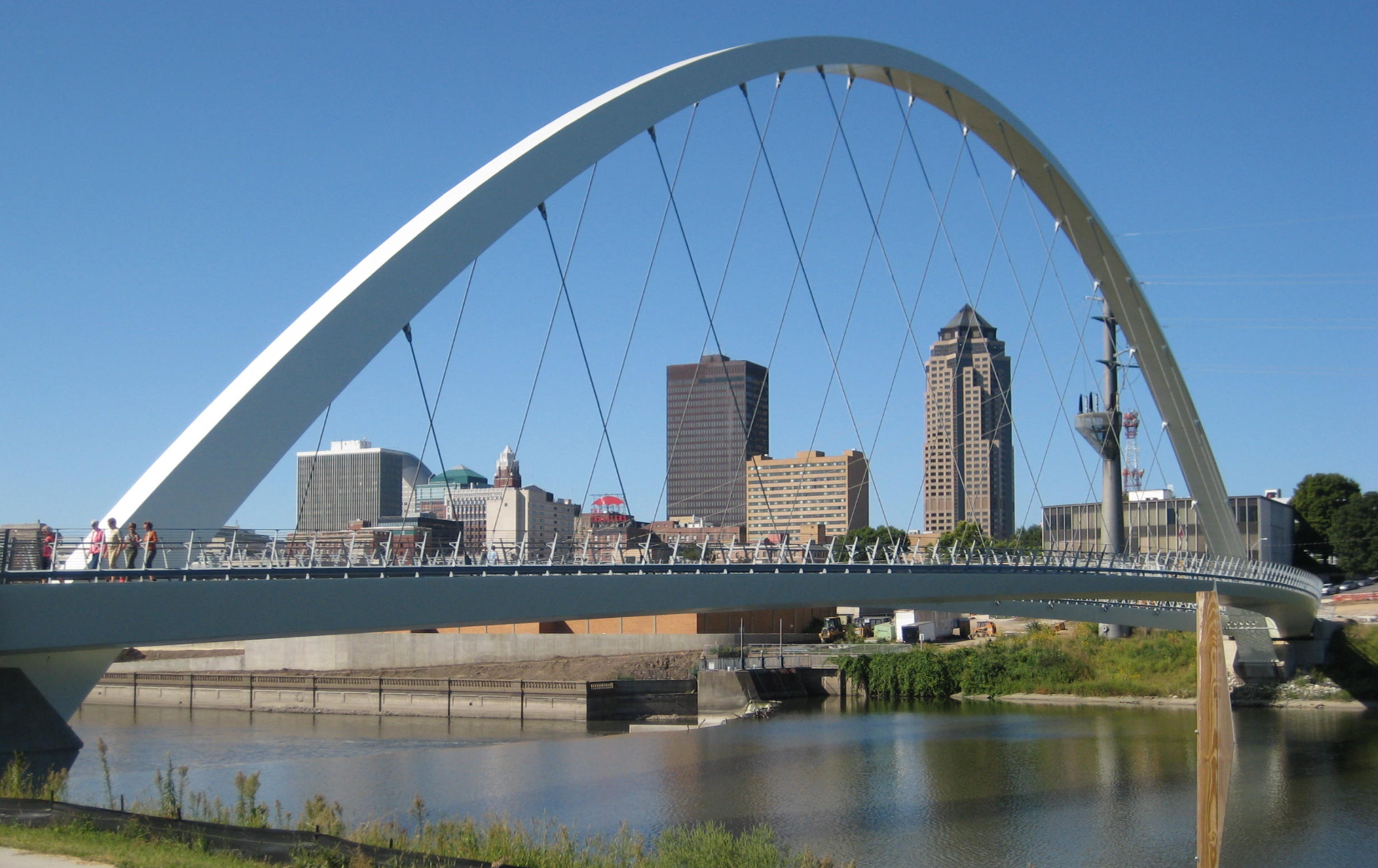
Downtown Des Moines.

La crise agricole des années 1980 provoque une récession majeure dans l'Iowa, entraînant une augmentation de la pauvreté sans précédent depuis la Grande Dépression. La crise amène également une baisse importante de la population, qui dure une décennie.
Après un point bas dans les années 1980, l’économie de l’Iowa commence à devenir de moins en moins dépendante de l’agriculture, et combine désormais industrie manufacturière, biotechnologies, finance, services d’assurance et administration publique. La population de l’Iowa augmente à un rythme plus rapide que celle des États-Unis, et l’État, pourtant de tradition rurale, possède désormais une population essentiellement urbaine.

## Géographie

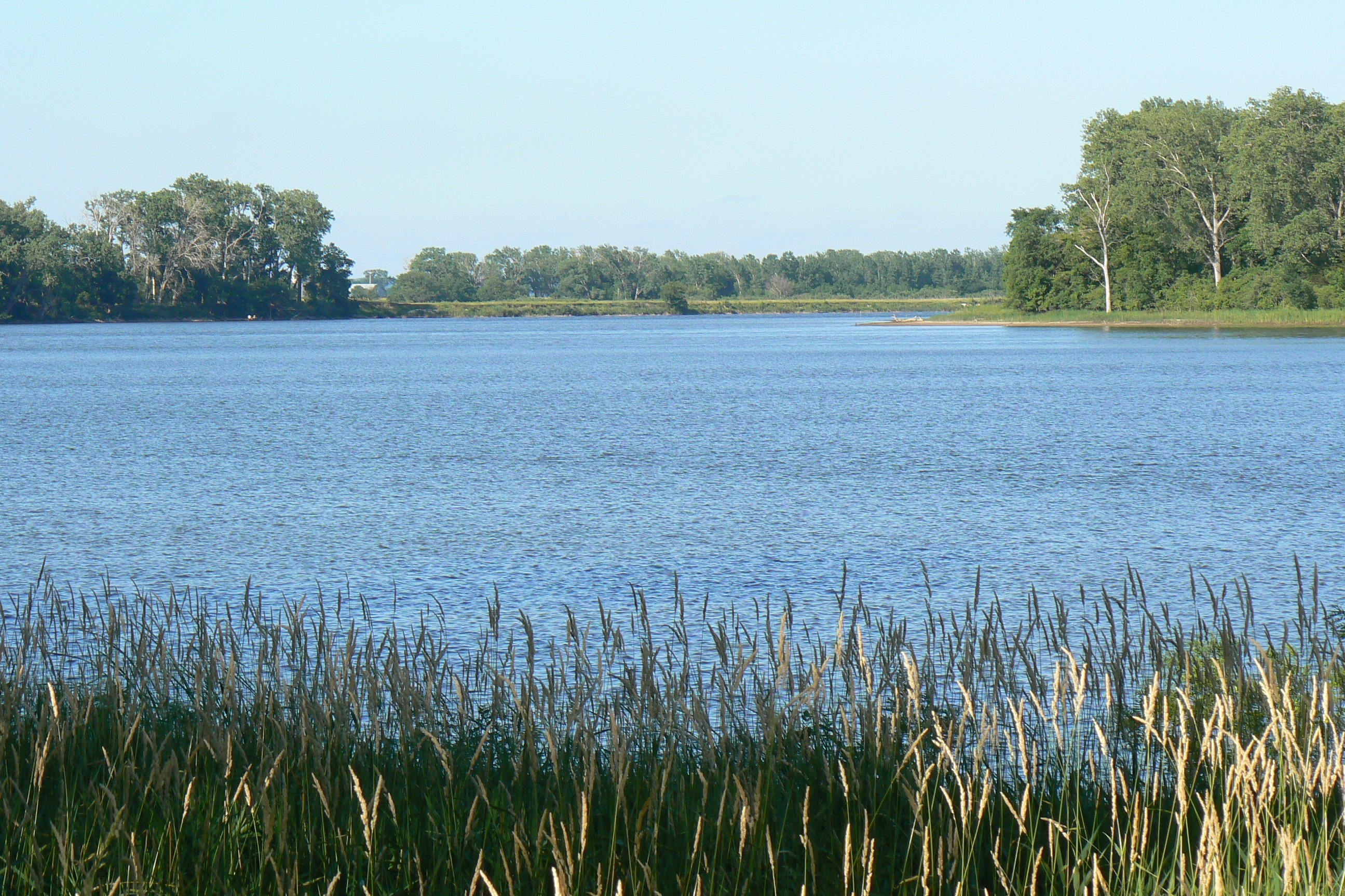
Lac DeSoto.

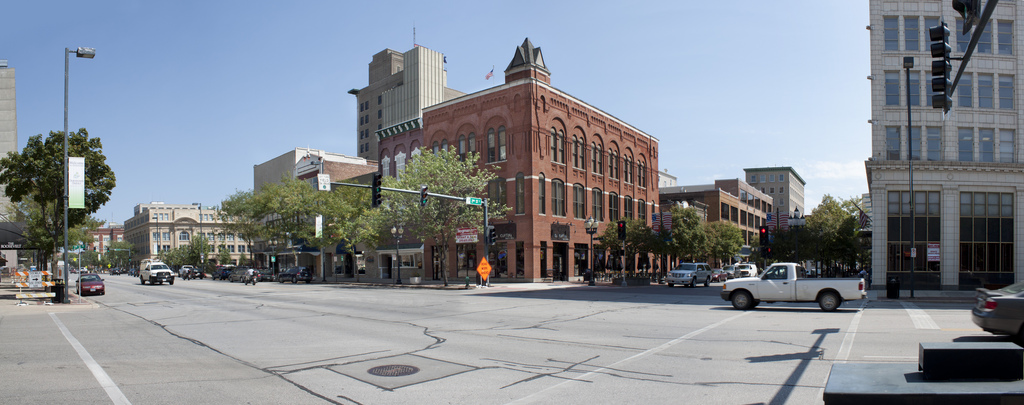
Cedar Rapids.

La géologie de l'Iowa est en grande partie le résultat de la glaciation du Wisconsin : cette période, qui a concerné l'Amérique du Nord entre 85 000 et 7 000 ans avant notre ère, est marquée par l'extension de la calotte glaciaire au sud des Grands Lacs actuels. Avec la fin de cette période glaciaire, les Grands Lacs se sont formés, alimentés par la fonte de l'inlandsis. La région située au sud des Grands Lacs est aujourd'hui recouverte par une couche de lœss très fertile. Ces fines particules sont le produit de l'érosion glaciaire et ont été transportées par le vent vers le sud.
Le point le plus bas se trouve à Keokuk au sud-est de l'Iowa (146 m). Le point culminant est Hawkeye Point (509 m) et se trouve dans un feed-lot au nord de Sibley. L'altitude moyenne de l'Iowa est de 335 m. L'Iowa a une superficie de 145 743 km² et est divisé en 99 comtés. La capitale est Des Moines, dans le comté de Polk.
Les principaux lacs de l'Iowa sont :
- Carter Lake
- Spirit Lake
- West Okoboji Lake (en)
- East Okoboji Lake (en)
- Saylorville Lake (en)
- Lake Red Rock (en)
- Coralville Lake (en)
- Lake MacBride
- Rathbun Lake (en).

Le climat de l'Iowa est de type continental. Le total des précipitations est supérieur à celui de New York (841 mm) et la saison la plus arrosée est l'été. La température moyenne annuelle est inférieure à 10 °C. L'amplitude thermique annuelle est assez élevée. Le gel persiste de novembre à mars ; si la neige peut tomber au début de l'automne et du printemps, elle est plus importante en hiver. C'est la saison au cours de laquelle l'air polaire descend sur l'Iowa. La fin du printemps marque le début de la saison des tornades. Les étés sont chauds (35 °C en juillet à Des Moines) et humides à cause des remontées d'air tropical venu du golfe du Mexique. Ces dernières provoquent des inondations, aggravées par la crue des cours d'eau. Elles compromettent certaines années (1993, 2008) les récoltes de céréales.
| Mois                              | jan.  | fév. | mars | avril | mai  | juin  | jui. | août  | sep. | oct. | nov. | déc. | année |
| --------------------------------- | ----- | ---- | ---- | ----- | ---- | ----- | ---- | ----- | ---- | ---- | ---- | ---- | ----- |
| Température minimale moyenne (°C) | −11,8 | −9,1 | −2,4 | 4,4   | 10,8 | 16,2  | 19,2 | 17,6  | 12,5 | 5,9  | −1,2 | −8,8 | 4,4   |
| Température moyenne (°C)          | −7    | −4,1 | 2,9  | 10,5  | 16,8 | 22,1  | 24,8 | 23,3  | 18,4 | 11,9 | 3,9  | −4,2 | 9,9   |
| Température maximale moyenne (°C) | −2,2  | 0,9  | 8,3  | 16,6  | 22,8 | 27,9  | 30,4 | 29    | 24,2 | 17,9 | 8,9  | 0,3  | 15,4  |
| Précipitations (mm)               | 24,4  | 28,2 | 59,2 | 85,3  | 93   | 113,3 | 96   | 106,7 | 89,7 | 66,5 | 45,5 | 33,5 | 841,3 |

## Subdivisions administratives

### Comtés
L'État de l'Iowa est divisé en 99 comtés.

### Agglomérations

#### Aires métropolitaines et micropolitaines
Le Bureau de la gestion et du budget a défini neuf aires métropolitaines et quinze aires micropolitaines dans ou en partie dans l'État de l'Iowa.
| Zone urbaine                        | Population (2010) | Population (2013) | Variation (2010-2013) | Rang national (2013) |
| ----------------------------------- | ----------------- | ----------------- | --------------------- | -------------------- |
| Des Moines-West Des Moines, IA      | 569 633           | 599 789           | 5,3 %                 | 91                   |
| Cedar Rapids, IA                    | 257 940           | 262 421           | 1,7 %                 | 178                  |
| Davenport-Moline-Rock Island, IA-IL | 165 224 (379 690) | 170 385 (383 681) | 3,1 % (1,1 %)         | (136)                |
| Waterloo-Cedar Falls, IA            | 167 819           | 169 484           | 1,0 %                 | 239                  |
| Iowa City, IA                       | 152 586           | 161 170           | 5,6 %                 | 252                  |
| Sioux City, IA-NE-SD                | 127 158 (168 563) | 127 087 (168 714) | -0,1 % (0,1 %)        | (241)                |
| Omaha-Council Bluffs, NE-IA         | 123 145 (865 350) | 122 055 (895 151) | -0,9 % (3,4 %)        | (60)                 |
| Dubuque, IA                         | 93 653            | 95 697            | 2,2 %                 | 363                  |
| Ames, IA                            | 89 542            | 92 406            | 3,2 %                 | 365                  |

| Zone urbaine                  | Population (2010) | Population (2013) | Variation (2010-2013) | Rang national (2013) |
| ----------------------------- | ----------------- | ----------------- | --------------------- | -------------------- |
| Mason City, IA                | 51 749            | 51 116            | -1,2 %                | 205                  |
| Clinton, IA                   | 49 116            | 48 420            | -1,4 %                | 223                  |
| Ottumwa, IA                   | 44 378            | 44 182            | -0,4 %                | 269                  |
| Muscatine, IA                 | 42 745            | 42 836            | 0,2 %                 | 280                  |
| Marshalltown, IA              | 40 648            | 40 994            | 0,9 %                 | 299                  |
| Burlington, IA-IL             | 40 325 (47 656)   | 40 480 (47 470)   | 0,4 % (-0,4 %)        | (229)                |
| Fort Dodge, IA                | 38 013            | 37 044            | -2,6 %                | 354                  |
| Newton, IA                    | 36 842            | 36 641            | -0,6 %                | 360                  |
| Fort Madison-Keokuk, IA-IL-MO | 35 862 (62 105)   | 35 682 (61 210)   | -0,5 % (-1,4 %)       | (140)                |
| Boone, IA                     | 26 306            | 26 364            | 0,2 %                 | 459                  |
| Oskaloosa, IA                 | 22 381            | 22 417            | 0,2 %                 | 495                  |
| Storm Lake, IA                | 20 260            | 20 567            | 1,5 %                 | 512                  |
| Spirit Lake, IA               | 16 667            | 16 955            | 1,7 %                 | 524                  |
| Fairfield, IA                 | 16 843            | 16 810            | -0,2 %                | 525                  |
| Spencer, IA                   | 16 667            | 16 491            | -1,1 %                | 528                  |

En 2010, 73,7 % des Iowiens résidaient dans une zone à caractère urbain, dont 57,3 % dans une aire métropolitaine et 16,4 % dans une aire micropolitaine.

#### Aires métropolitaines combinées
Le Bureau de la gestion et du budget a également défini cinq aires métropolitaines combinées dans ou en partie dans l'État de l'Iowa.
| Zone urbaine                        | Population (2010) | Population (2013) | Variation (2010-2013) | Rang national (2013) |
| ----------------------------------- | ----------------- | ----------------- | --------------------- | -------------------- |
| Des Moines-Ames-West Des Moines, IA | 722 323           | 755 200           | 4,6 %                 | 63                   |
| Cedar Rapids-Iowa City, IA          | 410 526           | 423 591           | 3,2 %                 | 95                   |
| Davenport-Moline, IA-IL             | 257 085 (471 551) | 261 641 (474 937) | 1,8 % (0,7 %)         | (90)                 |
| Sioux City-Vermillion, IA-SD-NE     | 127 158 (182 427) | 127 087 (182 649) | -0,1 % (0,1 %)        | (141)                |
| Omaha-Council Bluffs-Fremont, NE-IA | 123 145 (902 041) | 122 055 (931 666) | -0,9 % (3,3 %)        | (57)                 |

### Municipalités
L'État de l'Iowa compte 947 municipalités, dont 15 de plus de 30 000 habitants.
| Rang | Municipalité    | Comté                | Population (2010) | Population (2013) | Variation (2010-2013) |
| ---- | --------------- | -------------------- | ----------------- | ----------------- | --------------------- |
| 1    | Des Moines      | Polk, Warren         | 203 433           | 207 510           | 2,0 %                 |
| 2    | Cedar Rapids    | Linn                 | 126 326           | 128 429           | 1,7 %                 |
| 3    | Davenport       | Scott                | 99 685            | 102 157           | 2,5 %                 |
| 4    | Sioux City      | Woodbury, Plymouth   | 82 684            | 82 459            | -0,3 %                |
| 5    | Waterloo        | Black Hawk           | 68 406            | 68 366            | -0,1 %                |
| 6    | Iowa City       | Johnson              | 67 862            | 71 591            | 5,5 %                 |
| 7    | Council Bluffs  | Pottawattamie        | 62 230            | 61 969            | -0,4 %                |
| 8    | Ames            | Story                | 58 965            | 61 792            | 4,8 %                 |
| 9    | West Des Moines | Polk, Dallas, Warren | 56 609            | 61 255            | 8,2 %                 |
| 10   | Dubuque         | Dubuque              | 57 637            | 58 253            | 1,1 %                 |
| 11   | Ankeny          | Polk                 | 45 582            | 51 567            | 13,1 %                |
| 12   | Urbandale       | Polk, Dallas         | 39 463            | 41 776            | 5,9 %                 |
| 13   | Cedar Falls     | Black Hawk           | 39 260            | 40 566            | 3,3 %                 |
| 14   | Marion          | Linn                 | 34 768            | 36 147            | 4,0 %                 |
| 15   | Bettendorf      | Scott                | 33 217            | 34 707            | 4,5 %                 |

## Démographie

### Population

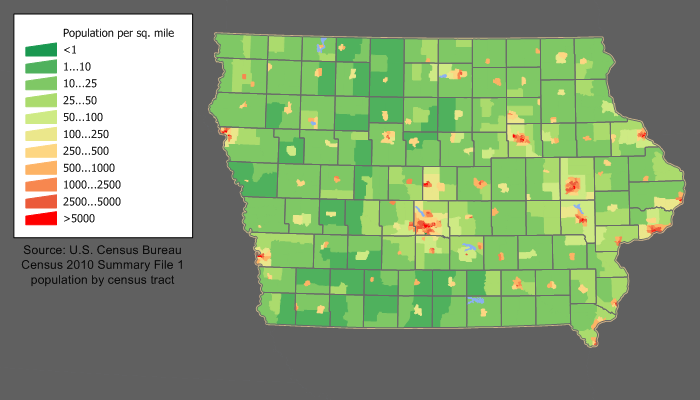
Densités de population en 2010 (en mille carré).

Le recensement des États-Unis de 2020 détermine la population de l'État de l'Iowa à 3 190 369 habitants au 1er avril 2020, soit une hausse de 4,73 % depuis le recensement de 2010 qui tablait la population à 3 046 355 habitants. Depuis 2010, l'État connaît la 30e croissance démographique la plus soutenue des États-Unis.
Avec 3 190 369 habitants en 2020, l'Iowa est le 30e État le plus peuplé des États-Unis. Sa population compte pour 0,96 % de la population du pays. Le centre démographique de l'État est localisé dans le sud du comté de Marshall.
Avec 22,1 hab./km2 en 2020, l'Iowa est le 36e État le plus dense des États-Unis. Le taux d'urbains est de 64,0 % et celui de ruraux de 36,0 %.
En 2010, le taux de natalité s'élève à 12,7 ‰ (12,6 ‰ en 2012) et le taux de mortalité à 9,1 ‰ (9,2 ‰ en 2012). L'indice de fécondité était de 2,01 enfants par femme (1,99 en 2012). Le taux de mortalité infantile s'élevait à 4,9 ‰ (5,3 ‰ en 2012). La population était composée de 23,9 % de personnes de moins de 18 ans, 10,04 % de personnes entre 18 et 24 ans, 24,53 % de personnes entre 25 et 44 ans, 26,67 % de personnes entre 45 et 64 ans et 14,87 % de personnes de 65 ans et plus. L'âge médian était de 38,1 ans.
Entre 2010 et 2013, l'accroissement de la population (+ 43 559) est le résultat d'une part d'un solde naturel positif (+ 34 438) avec un excédent des naissances (124 024) sur les décès (89 586), et d'autre part d'un solde migratoire positif (+ 9 581) avec un excédent des flux migratoires internationaux (+ 13 282) et un déficit des flux migratoires intérieurs (- 3 701).
Selon des estimations de 2013, 94,7 % des Iowiens sont nés dans un État fédéré américain, dont 71,2 % dans l'État de l'Iowa et 23,5 % dans un autre État (15,1 % dans le Midwest, 3,5 % dans l'Ouest, 3,5 % dans le Sud et 1,4 % dans le Nord-Est), 0,5 % sont nés dans un territoire non-incorporé ou à l'étranger avec au moins un parent américain et 4,8 % sont nés à l'étranger de parents étrangers (38,4 % en Amérique latine, 35 % en Asie, 15,5 % en Europe, 8 % en Afrique, 2,7 % en Amérique du Nord ey 0,3 % en Océanie). Parmi ces derniers, 37 % sont naturalisés américain et 63,0 % sont étrangers,.
Selon des estimations de 2016 effectuées par le Pew Hispanic Center, l'État compte 50 000 immigrés illégaux, soit 1,7 % de la population.

### Composition ethnique et origines ancestrales
Selon le recensement des États-Unis de 2010, la population est composée de 91,31 % de blancs, 2,93 % de noirs, 1,75 % de métis, 1,74 % d'Asiatiques, 0,36 % d'Amérindiens, 0,07 % d'Océaniens et 1,84 % de personnes n'entrant dans aucune de ces catégories.
Les métis se décomposent entre ceux revendiquant deux ethnies (1,64 %), principalement blanche et noire (0,63 %), et ceux revendiquant trois ethnies ou plus (0,11 %).
Les non-hispaniques représentent 95,03 % de la population avec 88,67 % de blancs, 2,85 % de noirs, 1,73 % d'Asiatiques, 1,37 % de métis, 0,28 % d'Amérindiens, 0,06 % d'Océaniens et 0,07 % de personnes n'entrant dans aucune de ces catégories, tandis que les Hispaniques comptent pour 4,97 % de la population, principalement des personnes originaires du Mexique (3,84 %).
En 2010, l'État de l'Iowa a la 5e plus forte proportion de blancs après le Vermont (95,29 %), le Maine (95,23 %), la Virginie-Occidentale (93,90 %) et le New Hampshire (93,89 %) ainsi que la 6e plus forte proportion de blancs non hispaniques des États-Unis.
|                                         | 1940  | 1950  | 1960  | 1970  | 1980  | 1990  | 2000  | 2010  |
| --------------------------------------- | ----- | ----- | ----- | ----- | ----- | ----- | ----- | ----- |
| Blancs                                  | 99,31 | 99,18 | 98,95 | 98,53 | 97,44 | 96,63 | 93,93 | 91,31 |
| ———Non hispaniques                      |       |       |       |       | 96,90 | 95,93 | 92,62 | 88,67 |
| Noirs                                   | 0,66  | 0,75  | 0,92  | 1,15  | 1,43  | 1,73  | 2,11  | 2,93  |
| ———Non hispaniques                      |       |       |       |       |       |       | 2,08  | 2,85  |
| Asiatiques (et Océaniens jusqu'en 1990) | 0,01  | 0,03  | 0,04  | 0,12  | 0,40  | 0,92  | 1,25  | 1,74  |
| ———Non hispaniques                      |       |       |       |       |       |       | 1,24  | 1,73  |
| Autres                                  | 0,03  | 0,04  | 0,08  | 0,20  | 0,73  | 0,72  | 2,71  | 4,02  |
| ———Non hispaniques                      |       |       |       |       |       |       | 1,24  | 1,78  |
| Hispaniques (toutes races confondues)   |       |       |       |       | 0,88  | 1,18  | 2,82  | 4,97  |

En 2013, le Bureau du recensement des États-Unis estime la part des non hispaniques à 94,6 %, dont 87,5 % de blancs, 3,3 % de noirs, 2,0 % d'Asiatiques et 1,4 % de métis, et celle des Hispaniques à 5,4 %.
En 2000, les Iowiens s'identifient principalement comme étant d'origine allemande (35,8 %), irlandaise (13,5 %), anglaise (9,5 %), américaine (6,7 %), norvégienne (5,7 %), néerlandaise (4,6 %) et suédoise (3,3 %).
L'État a la 3e plus forte proportion de personnes d'origine néerlandaise, les 5e plus fortes proportions de personnes d'origine danoise (2,3 %) et tchèque (1,8 %), la 6e plus forte proportion de personnes d'origine allemande, la 7e plus forte proportion de personnes d'origine norvégienne ainsi que la 10e plus forte proportion de personnes d'origine suédoise.
L'État abrite la 37e communauté juive des États-Unis. Selon le North American Jewish Data Bank, l'État compte 6 240 Juifs en 2013 (8 610 en 1971), soit 0,2 % de la population. Ils se concentrent principalement dans les agglomérations de Des Moines et West Des Moines (2 800) et d'Iowa City (1 300).
Les Amérindiens s'identifient principalement comme étant Sioux (12,8 %), Cherokees (6,9 %), Amérindiens du Mexique (4,4 %) et Ojibwés (3,3 %).
Les Hispaniques sont principalement originaires du Mexique (77,3 %), du Salvador (3,7 %), du Guatemala (3,2 %) et de Porto Rico (3,2 %). Composée à 53,1 % de blancs, 7,7 % de métis, 1,7 % d'Amérindiens, 1,5 % de noirs, 0,3 % d'Asiatiques, 0,1 % d'Océaniens et 35,6 % de personnes n'entrant dans aucune de ces catégories, la population hispanique représente 22,6 % des Amérindiens, 21,9 % des métis, 10,3 % des Océaniens, 2,9 % des blancs, 2,5 % des noirs, 0,9 % des Asiatiques et 96,2 % des personnes n'entrant dans aucune de ces catégories.
Les Asiatiques s'identifient principalement comme étant Indiens (20,9 %), Chinois (18,5 %), Viêts (15,7 %), Coréens (10,4 %), Laotiens (8,8 %) et Philippins (6,7 %).
L'État a la 6e plus forte proportion de Laotiens (0,15 %).
Les métis se décomposent entre ceux revendiquant deux ethnies (93,9 %), principalement blanche et noire (35,7 %), blanche et amérindienne (17,8 %), blanche et asiatique (16,2 %) et blanche et autre (14,5 %), et ceux revendiquant trois ethnies ou plus (6,1 %).

### Religions
| Religion                    | Iowa | États-Unis |
| --------------------------- | ---- | ---------- |
| Protestantisme traditionnel | 30   | 14,7       |
| Protestantisme évangélique  | 28   | 25,4       |
| Catholicisme                | 18   | 20,8       |
| Non affiliés                | 15   | 15,8       |
| Athéisme                    | 4    | 3,1        |
| Agnosticisme                | 2    | 4,0        |
| Églises afro-américaines    | 2    | 6,5        |
| Islam                       | 1    | 0,9        |
| Autres                      | 0    | 8,8        |

Selon l'institut de sondage The Gallup Organization, en 2015, 39 % des habitants de l'Iowa se considèrent comme « très religieux » (40 % au niveau national), 29 % comme « modérément religieux » (29 % au niveau national) et 32 % comme « non religieux » (31 % au niveau national).

### Langues
| Langue   | 1980    | 1990    | 2000    | 2010    | 2016    |
| -------- | ------- | ------- | ------- | ------- | ------- |
| Anglais  | 96,58 % | 96,11 % | 94,20 % | 93,65 % | 92,50 % |
| Allemand | 0,95 %  | 0,82 %  | 0,63 %  | 0,48 %  | 0,42 %  |
| Espagnol | 0,77 %  | 1,22 %  | 2,90 %  | 3,78 %  | 3,91 %  |
| Autres   | 1,70 %  | 1,48 %  | 2,27 %  | 2,09 %  | 3,18 %  |

## Politique
L'Iowa est un État politiquement modéré et agricole.
Politiquement, l'État peut être divisé en trois régions : l'Ouest davantage agricole et républicain que le reste de l'Iowa (notamment dans le nord-ouest chrétien-conservateur), l'Est plus industriel et favorable aux démocrates et le centre de l'État, partagé entre un comté de Polk plutôt démocrate et des zones rurales généralement républicaines.

### Élections présidentielles
| Année | Républicain | Républicain | Démocrate | Démocrate |
| Année | %           | Voix        | %         | Voix      |
| ----- | ----------- | ----------- | --------- | --------- |
| 1984  | 53,32       | 703 088     | 45,97     | 605 620   |
| 1988  | 44,80       | 545 355     | 55,10     | 670 557   |
| 1992  | 37,33       | 504 890     | 43,35     | 586 353   |
| 1996  | 39,92       | 492 644     | 50,31     | 620 258   |
| 2000  | 48,22       | 634 373     | 48,60     | 638 517   |
| 2004  | 49,92       | 751 957     | 49,28     | 741 898   |
| 2008  | 44,74       | 677 508     | 54,04     | 818 240   |
| 2012  | 46,18       | 730 617     | 51,99     | 822 544   |
| 2016  | 51,15       | 800 983     | 41,74     | 653 669   |
| 2020  | 53,1        | 897 672     | 44,9      | 759 061   |
| 2024  | '56,0       | 927 734     | 42,7      | 706 556   |

L'Iowa est un petit État convoité lors des élections présidentielles. Traditionnellement, c'est l'État de l'Iowa qui inaugure la campagne des élections présidentielles en organisant le premier caucus début janvier. Il est devenu l'un des swing states américains au cours des dernières décennies.
Historiquement, l'Iowa fut l'un des premiers États à voter républicain. En 1848 et 1852, l'Iowa avait voté pour les candidats démocrates mais en 1856, première année où un candidat républicain, John Charles Frémont, se présenta à l'élection présidentielle, les électeurs de l'Iowa lui accordèrent 48,83 % des suffrages contre 40,70 % au démocrate James Buchanan, élu sur le plan national. Aucun candidat démocrate ne remportera l'Iowa avant Woodrow Wilson (37,64 %) en 1912, dans le cadre d'une triangulaire avec le président républicain William Howard Taft (24,33 %) et le républicain progressiste Theodore Roosevelt (32,87 %). Après avoir de nouveau plébiscité les candidats républicains de 1916 à 1928, l'Iowa se tourne vers les démocrates en 1932 et 1936 lors de la Grande Dépression. En 1940, il est l'un des quelques États à voter pour le républicain Wendell Willkie (52,03 %) contre le démocrate Franklin Delano Roosevelt (47,62 %), alors candidat à un 3e mandat. Si en 1944, le républicain Thomas Dewey remporte l'Iowa contre Franklin Roosevelt (51,99 % contre 47,49 %), il est battu en 1948 contre Harry S. Truman (47,58 % contre 50,31 %).
Après trois victoires républicaines consécutives dans l'Iowa, les électeurs se tournent en 1964 vers le démocrate Lyndon B. Johnson contre le républicain Barry Goldwater (61,88 % contre 37,92). De 1968 à 1984, les électeurs de l'Iowa apportent constamment leur soutien aux candidats républicains à l'élection présidentielle. En 1988, 1992 et 1996, les candidats démocrates l'ont à leur tour systématiquement remporté.
En 2000, le démocrate Al Gore l'a tout juste remporté de 4 144 voix contre le républicain George W. Bush. À l’élection présidentielle américaine de 2004, George W. Bush l'a remporté avec 49,90 % des suffrages contre 49,23 % à John Kerry.
Lors de l’élection présidentielle de 2008, le candidat démocrate Barack Obama remporte l'Iowa avec 54 % des voix face au républicain John McCain (44,7 %).

### Politique locale

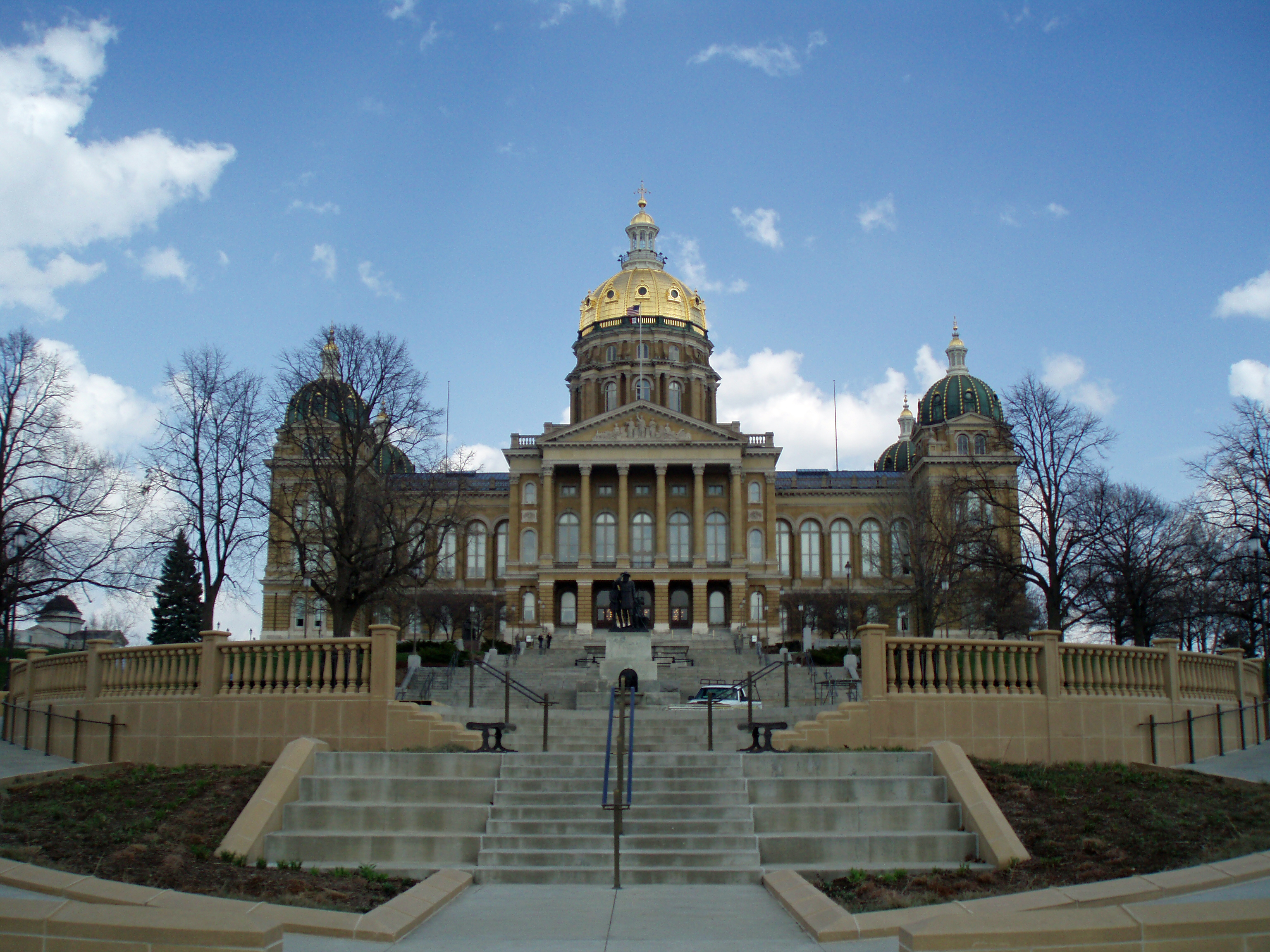
Le Capitole de l'État de l'Iowa, lieu de réunion des assemblées de l'État, à Des Moines.

Depuis mai 2017, la gouverneure de l'Iowa est la républicaine Kim Reynolds. Les autres membres principaux de l'exécutif sont le secrétaire d'État Matt Schultz (républicain), l'auditeur de l'État David Vaudt (républicain), le trésorier Michael Fitzgerald (démocrate), le secrétaire à l'Agriculture Bill Northey (républicain) et le procureur général Tom Miller (démocrate).
La législature de l'Iowa est élue pour deux ans avec deux assemblées : la Chambre des représentants de l'Iowa de 100 membres, et le Sénat de l'Iowa de 50 membres. Les deux assemblées sont actuellement contrôlées par le Parti républicain.

### Représentation fédérale
Lors de la législature 2019-2021, la délégation de l'Iowa au Congrès des États-Unis est composée des sénateurs républicains Chuck Grassley (depuis 1981) et Joni Ernst (depuis 2015), de trois représentants démocrates et d'un représentant républicain.

## Économie

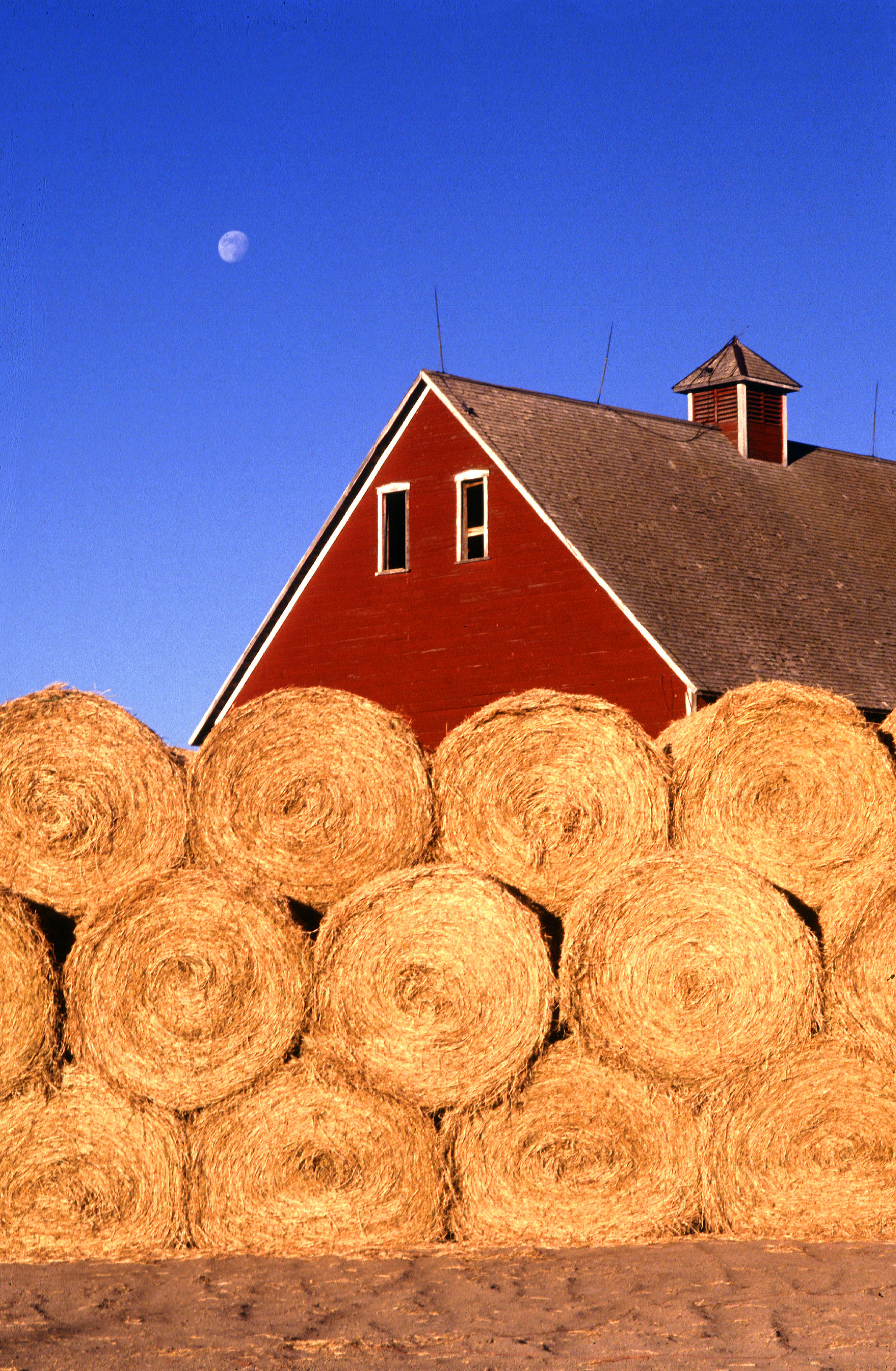
Ferme de l'Iowa.

En 2005, le PNB de l'Iowa était de 113,5 milliards de dollars. Le revenu moyen par habitant était de 23 340 $ pour l'année 2006. Les principales productions agricoles sont le maïs et le soja. L'élevage porcin et les produits laitiers sont parmi les principales activités du secteur primaire.
Les industries de l'Iowa sont liées à l'agro-alimentaire et à l'agriculture. L'État fabrique également des équipements électriques et des produits chimiques. L'Iowa est le premier producteur d'éthanol des États-Unis. Des Moines possède un petit centre des affaires où le secteur des assurances est assez développé. Les principales entreprises ayant leur siège dans l'Iowa sont Principal Financial, Maytag (en), Rockwell Collins, Casey's General Stores, HNI Corporation (en), Hy-Vee, Von Maur (en) Pioneer Hi-Bred, McLeodUSA (en) et Kum & Go.
À Spirit Lake, est implanté l'usine de production de motos Indian, plus ancienne marque de motos américaines, fondée en 1901, à Springfield dans le Massachusetts.
L'Iowa adopte en 2023 une loi favorisant le travail des enfants. Les jeunes de 14 ans peuvent dorénavant être embauchés dans les laveries industrielles, malgré le risque de contacts avec des produits toxiques. À 16 ans, ils peuvent travailler sur les toits, dans les travaux d’excavation, de démolition, ou servir de l'alcool. La loi exempte, par ailleurs, les entreprises de responsabilité civile si un mineur est blessé ou tombe malade au travail.

## Culture
Pour ce qui est de la musique, le groupe de metal Slipknot vient de l'Iowa (plus particulièrement de Des Moines), tout comme Stone Sour. Le guitariste du groupe d'indie rock The Killers, Dave Keuning, est pour sa part originaire de Pella.
Dans le domaine cinématographique, l'actrice Jean Seberg et l'acteur Toby Huss sont nés à Marshalltown, tandis que John Wayne est de Winterset. Les acteurs Elijah Wood et Michael Emerson sont originaires de Cedar Rapids, alors que l'actrice Kate Mulgrew est née à Dubuque. L'auteur de romans policiers Donald Harstad vit à Elkader.
Le film Jusqu'au bout du rêve avec Kevin Costner a été tourné à Dyersville. Les films Twister et Sur la route de Madison y ont été tournés ainsi qu'une centaine d'autres depuis les années 1980.
Au niveau des échanges culturels, l'Iowa est jumelé avec 8 villages de l’ancien comté du Ban de la Roche en France, situé dans l'actuel Bas-Rhin.

## Sports

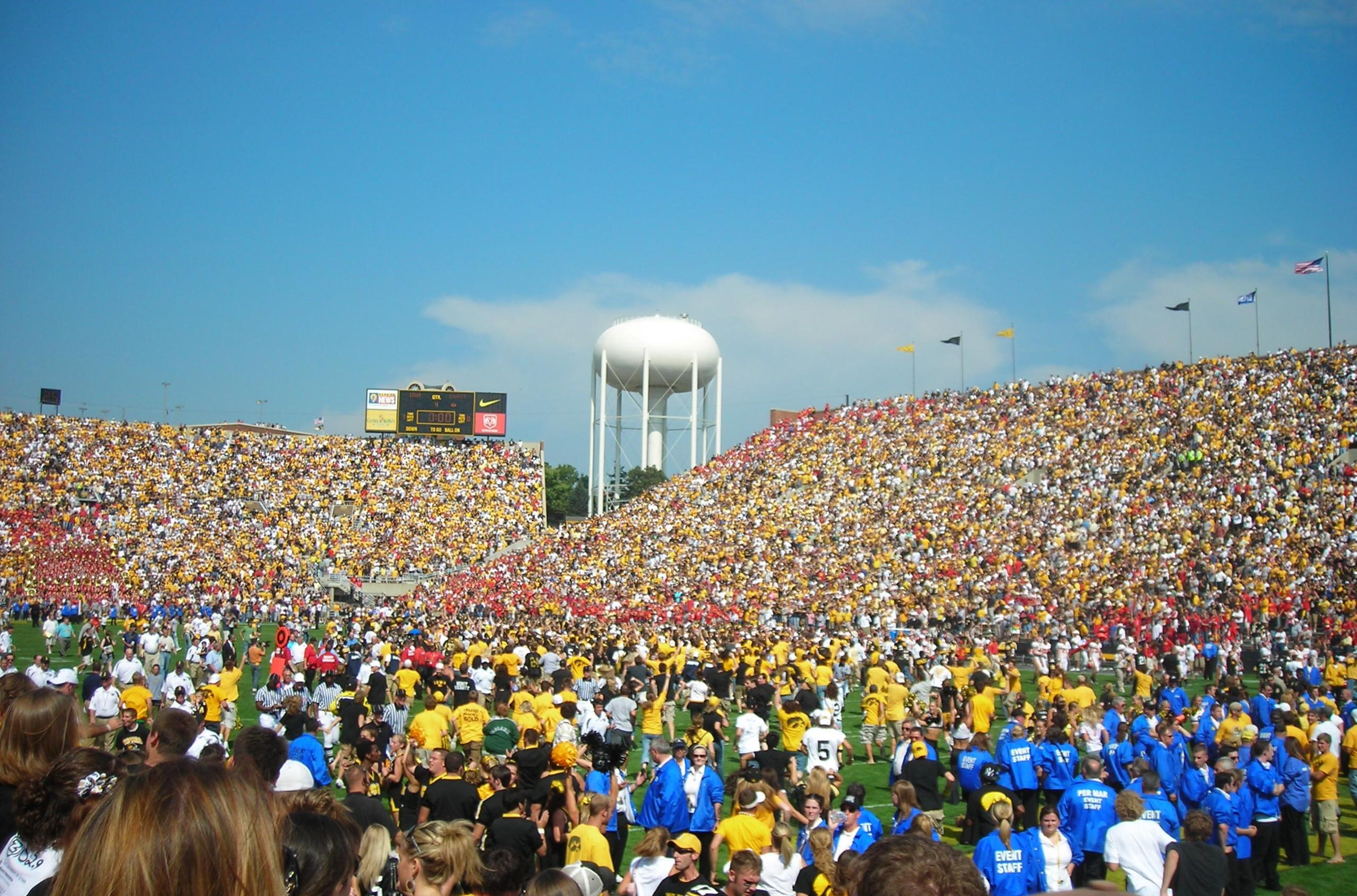
Kinnick Stadium.

- Baseball : Burlington Bees (en), Cedar Rapids Kernels (en), Clinton LumberKings (en), River Bandits des Quad Cities, Sioux City Explorers (en), Waterloo Bucks (en), Cubs de l'Iowa.
- Football américain : Sioux City Bandits (en), Quad City Steamwheelers (en).
- Hockey sur glace : Flames de Quad City, Chops de l'Iowa, RoughRiders de Cedar Rapids, Musketeers de Sioux City, Black Hawks de Waterloo, Buccaneers de Des Moines, Lancers d'Omaha, Chippewa Steel (en).
- Basket-ball : Wolves de l'Iowa.
- Football : Des Moines Menace (en).
- Sport universitaire (NCAA) : Hawkeyes de l'Iowa, Cyclones d'Iowa State, Bulldogs de Drake, Panthers de Northern Iowa.